# Arabella Churchill

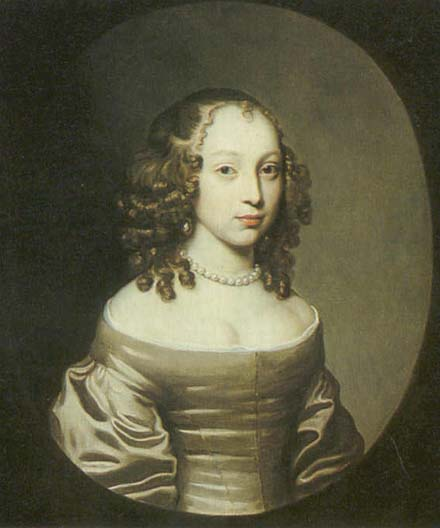
Porträt von Arabella Churchill von Mary Beale

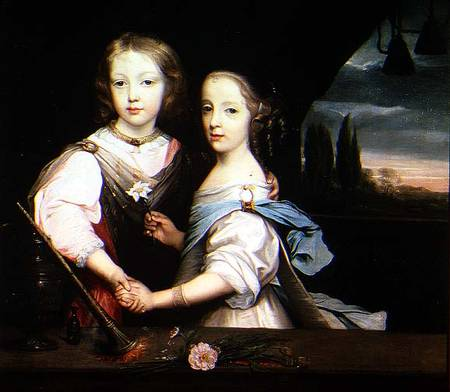
Arabella mit ihrem Bruder Winston, Porträt von Peter Lely

Arabella Churchill (* 23. Februar 1648; † 30. Mai 1730 in London) war eine Mätresse des englischen Königs Jakob II. und Mutter vierer seiner Kinder.

## Leben
Arabella war eine Tochter des englischen Politikers und Historikers Sir Winston Churchill (1620–1688) und seiner Frau Elizabeth Drake († 1690). Sie war die ältere Schwester von John Churchill, 1. Duke of Marlborough.
Arabella, die als Hofdame der Königin Henrietta Maria an den englischen Hof gekommen war, wurde zur Hofdame von Anne Hyde, der Duchess of York ernannt. Ihre Beziehung zum Thronfolger Prinz Jakob, Duke of York, begann 1665, und noch zu Lebzeiten von Anne Hyde bekam sie zwei Kinder von Jakob. Nach weiteren zwei Kindern heiratete sie nach 1674 Charles Godfrey († 1714) und hatte mit ihm drei weitere Kinder. Ihr Gatte beteiligte sich 1688 als Colonel eines eigenen Kürassierregiments an der Glorious Revolution und dem Sturz König Jakobs II. Er machte anschließend am Hof Wilhelms III. und Annes Karriere.
Arabella Churchill starb am 30. Mai 1730 in London und wurde in der Westminster Abbey bestattet.

## Kinder
Aus der Liaison mit Jakob gingen vier Kinder hervor:
- Henrietta FitzJames (1667–1730), ⚭ (1) Henry Waldegrave, 1. Baron Waldegrave (1661–1689), ⚭ (2) Piers Butler, 3. Viscount of Galmoye (1652–1740);
- James Fitzjames, 1. Duke of Berwick-upon-Tweed (1670–1734);
- Henry FitzJames, 1. Duke of Albemarle (1673–1702);
- Arabella FitzJames (1674–1704), Nonne.

Aus der Ehe mit Charles Godfrey stammen die Kinder:
- Elizabeth Godfrey, ⚭ Edmund Dunch (1657–1719);
- Charlotte Godfrey (* vor 1685), ⚭ Hugh Boscawen, 1. Viscount Falmouth (um 1680–1734);
- Francis Godfrey.